# NGC 4756
NGC 4756 (również PGC 43725) – galaktyka eliptyczna (E-S0), znajdująca się w gwiazdozbiorze Kruka. Odkrył ją William Herschel 2 lutego 1785 roku.